# Pajeú (rivier)
De Pajeú is een rivier in de Braziliaanse staat Pernambuco. Zij ontspringt op het Borboremaplateau in de buurt van Brejinho en stroomt dan in zuidwestelijke richting. Zij komt uit in de Rio Preto. Deze stroomt op haar beurt in het meer dat gevormd wordt door de Itaparica-dam in de São Francisco. Een van de zijrivieren is de Riacho do Navio die bezongen is door Luiz Gonzaga.